# Lapidación del diablo

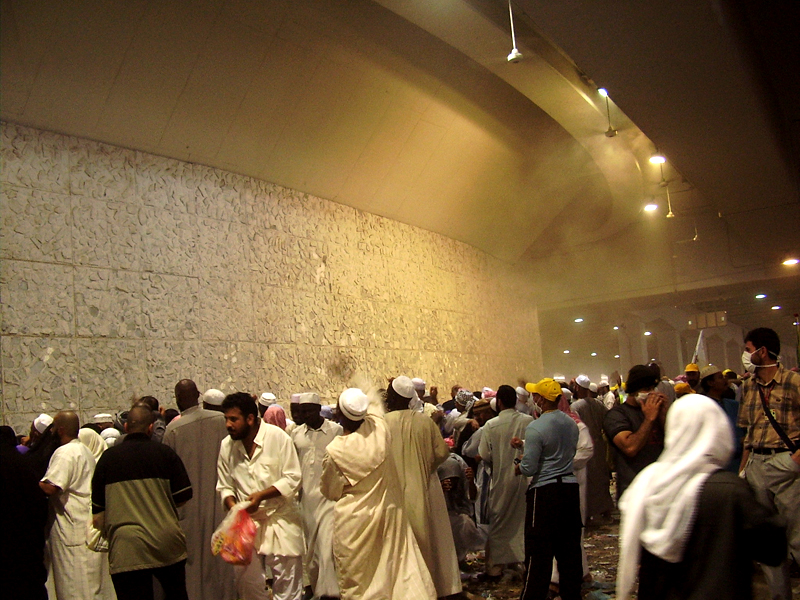
Ceremonia de la lapidación del diablo en el año 2006.

La lapidación del diablo o lapidación de Satanás es una ceremonia simbólica practicada por los musulmanes durante su peregrinación (hach) en la que arrojan piedras que han recogido durante una fase anterior de la peregrinación.
Durante el ritual denominado jamarāt, los peregrinos musulmanes arrojan guijarros a tres muros (antiguamente tres pilares) que simbolizan al demonio, el ritual se desarrolla en la ciudad de Mina a poca distancia al este de La Meca. Este es uno de los actos rituales que se deben realizar durante el Hajj. 

## Significado religioso

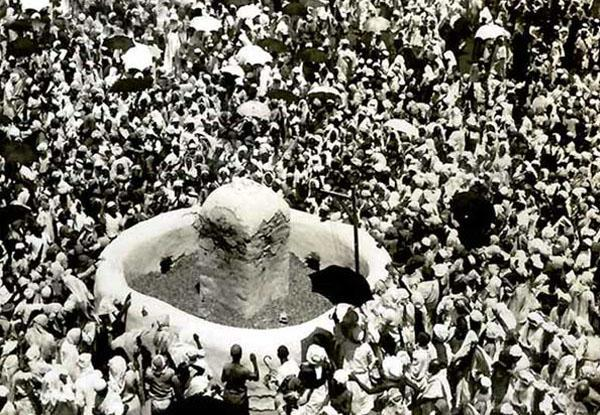
Uno de los tres pilares utilizados antiguamente en la ceremonia de la Lapidación del Diablo. (1942)

El lanzamiento de estas piedras se refiere a la acción de Ibrahim, donde el diablo se le apareció tres veces en ese lugar. Por consejo del Arcángel Gabriel, Ibrahim apedrea tres veces a la aparición.
Antiguamente las piedras eran arrojadas hacia tres pilares, pero los mismos fueron reemplazados por las autoridades saudíes en 2004 por un muro de 26 m de largo.